# Sedalia (Missouri)
Sedalia is een plaats (city) in de Amerikaanse staat Missouri, en valt bestuurlijk gezien onder Pettis County.

## Demografie
Bij de volkstelling in 2000 werd het aantal inwoners vastgesteld op 20.339.
In 2006 is het aantal inwoners door het United States Census Bureau geschat op 20.669, een stijging van 330 (1,6%).

## Geografie
Volgens het United States Census Bureau beslaat de plaats een oppervlakte van
31,0 km², geheel bestaande uit land.

## Geboren
- Charles Wolfe (1943-2006), musicoloog

## Plaatsen in de nabije omgeving
De onderstaande figuur toont nabijgelegen plaatsen in een straal van 20 km rond Sedalia.